# Otto Leverkus
Otto Karl Hermann Leverkus (* 11. April 1856 in Wermelskirchen; † 11. Oktober 1934 in Wiesbaden) war ein deutscher Chemieunternehmer.

## Leben
Otto Leverkus wurde als Sohn des Chemieunternehmers Carl Leverkus, des Namensgebers der Stadt Leverkusen, geboren. Nach der Schulzeit erwarb er zunächst seine chemischen Kenntnisse beim Laboratorium Fresenius in Wiesbaden, bevor er zum Chemiestudium an die Universität Straßburg ging. Hier wurde er 1880 Mitglied des Corps Suevia. Später, 1894, wurde ihm auch das Band des Corps Rhenania verliehen. 1883 trat er als Mitinhaber in das Unternehmen der Familie Rheinische Ultramarin- und Alizarinfabrik von Dr. Carl Leverkus & Söhne ein. Nach dem Tod seines Vaters fusionierte er 1890 zusammen mit seinen Brüdern 14 von 19 in Deutschland betriebene Ultramarinfabriken, darunter auch das eigene Unternehmen, zur Vereinigte Ultramarinfabriken AG vorm. Leverkus, Zeltner und Consorten. In der neu geschaffenen Aktiengesellschaft wurde er Vorsitzender des Aufsichtsrates. Zwischen 1891 und 1917 wurde in Schritten das Leverkusener Werk an die Friedr. Bayer & Co. veräußert.